# Лели (Флорида)
Лели (англ. Lely) — статистически обособленная местность, расположенная в округе Коллиер (штат Флорида, США) с населением в 3857 человек по статистическим данным переписи 2000 года.

## География
По данным Бюро переписи населения США статистически обособленная местность Лели имеет общую площадь в 3,88 квадратных километров, водных ресурсов в черте населённого пункта не имеется.
Статистически обособленная местность Лели расположена на высоте 2 м над уровнем моря.

## Демография
По данным переписи населения 2000 года в Лели проживало 3857 человек, 1179 семей, насчитывалось 2037 домашних хозяйств и 2641 жилой дом. Средняя плотность населения составляла около 994,07 человек на один квадратный километр. Расовый состав населённого пункта распределился следующим образом: 97,41 % белых, 0,70 % — чёрных или афроамериканцев, 0,16 % — коренных американцев, 0,44 % — азиатов, 0,39 % — представителей смешанных рас, 0,91 % — других народностей. Испаноговорящие составили 3,71 % от всех жителей статистически обособленной местности.
Из 2037 домашних хозяйств в 8,7 % воспитывали детей в возрасте до 18 лет, 52,7 % представляли собой совместно проживающие супружеские пары, в 3,8 % семей женщины проживали без мужей, 42,1 % не имели семей. 37,8 % от общего числа семей на момент переписи жили самостоятельно, при этом 26,3 % составили одинокие пожилые люди в возрасте 65 лет и старше. Средний размер домашнего хозяйства составил 1,82 человек, а средний размер семьи — 2,33 человек.
Население статистически обособленной местности по возрастному диапазону по данным переписи 2000 года распределилось следующим образом: 8,1 % — жители младше 18 лет, 2,8 % — между 18 и 24 годами, 13,1 % — от 25 до 44 лет, 25,8 % — от 45 до 64 лет и 50,2 % — в возрасте 65 лет и старше. Средний возраст жителей составил 65 лет. На каждые 100 женщин в Лели приходилось 82,2 мужчин, при этом на каждые сто женщин 18 лет и старше приходилось 80,2 мужчин также старше 18 лет.
Средний доход на одно домашнее хозяйство статистически обособленной местности составил 45 170 долларов США, а средний доход на одну семью — 57 361 доллар. При этом мужчины имели средний доход в 40 719 долларов США в год против 31 139 долларов среднегодового дохода у женщин. Доход на душу населения статистически обособленной местности составил 45 170 долларов в год. 5,1 % от всего числа семей в населённом пункте и 6,3 % от всей численности населения находилось на момент переписи населения за чертой бедности, при этом 6,2 % из них были моложе 18 лет и 8,9 % — в возрасте 65 лет и старше.